# コンビーノ・デュオ
コンビーノ・デュオ（Combino Duo）は、シーメンスが開発した路面電車車両（超低床電車）のコンビーノのうち、非電化区間への乗り入れを可能とする機器を搭載した車両の名称。電化区間では架線からの集電で、非電化区間ではディーゼルエンジンによる発電で駆動するバイモード車両で、2021年現在はノルトハウゼン市電とハルツ狭軌鉄道の直通運転に用いられている。

## 概要
ドイツの都市・ノルトハウゼン市内には、1900年に開通した路面電車（ノルトハウゼン市電）が存在する。この路面電車路線はドイツ鉄道のノルトハウゼン駅駅前の電停でハルツ狭軌鉄道と接続しており、1981年からは共用プラットホームの使用を開始した。これを更に発展させる形で市電からハルツ狭軌鉄道への直通計画が立ち上がり、2004年5月1日からイルフェルト方面への直通運転を実施している。
この直通運転に際しては、全線が電化されているノルトハウゼン市電に対してハルツ狭軌鉄道は全線非電化であり、双方の線形条件に対応した車両が必要となった。そこで、2000年に既存の旧型電車を改造した試作車が作られ、その試運転の実績を基に直通運転に対応した車両が開発された。これが「コンビーノ・デュオ」である。
基本的な構造は、ノルトハウゼン市電に継続して導入が実施されたシーメンス製の超低床電車・コンビーノと同型であり、編成も同様に3車体連接車である。一方、非電化区間への直通に備えて中間車体の車内にはBMW製の8気筒ディーゼルエンジンが搭載されており、ハルツ狭軌鉄道の区間ではこのディーゼルエンジンで発電機を稼働させ、そこから生じた電力で主電動機を動かす機構が用いられる。また、運転台は前後車体に設置されているほか、乗降扉も車体の両側に存在する。これらに伴い、車両定員は市電区間用のコンビーノと比べ減少している。
2004年に3両が製造され、試運転を経て直通運転開始前の同年4月から営業運転を開始した。当初はノルトハウゼン市電の1号線で運用され、翌5月からはハルツ狭軌鉄道への直通運転へ用いられている。車両番号についてはノルトハウゼン市電（201 - 203）とハルツ狭軌鉄道（187 201 - 187 203）双方のものを有する。

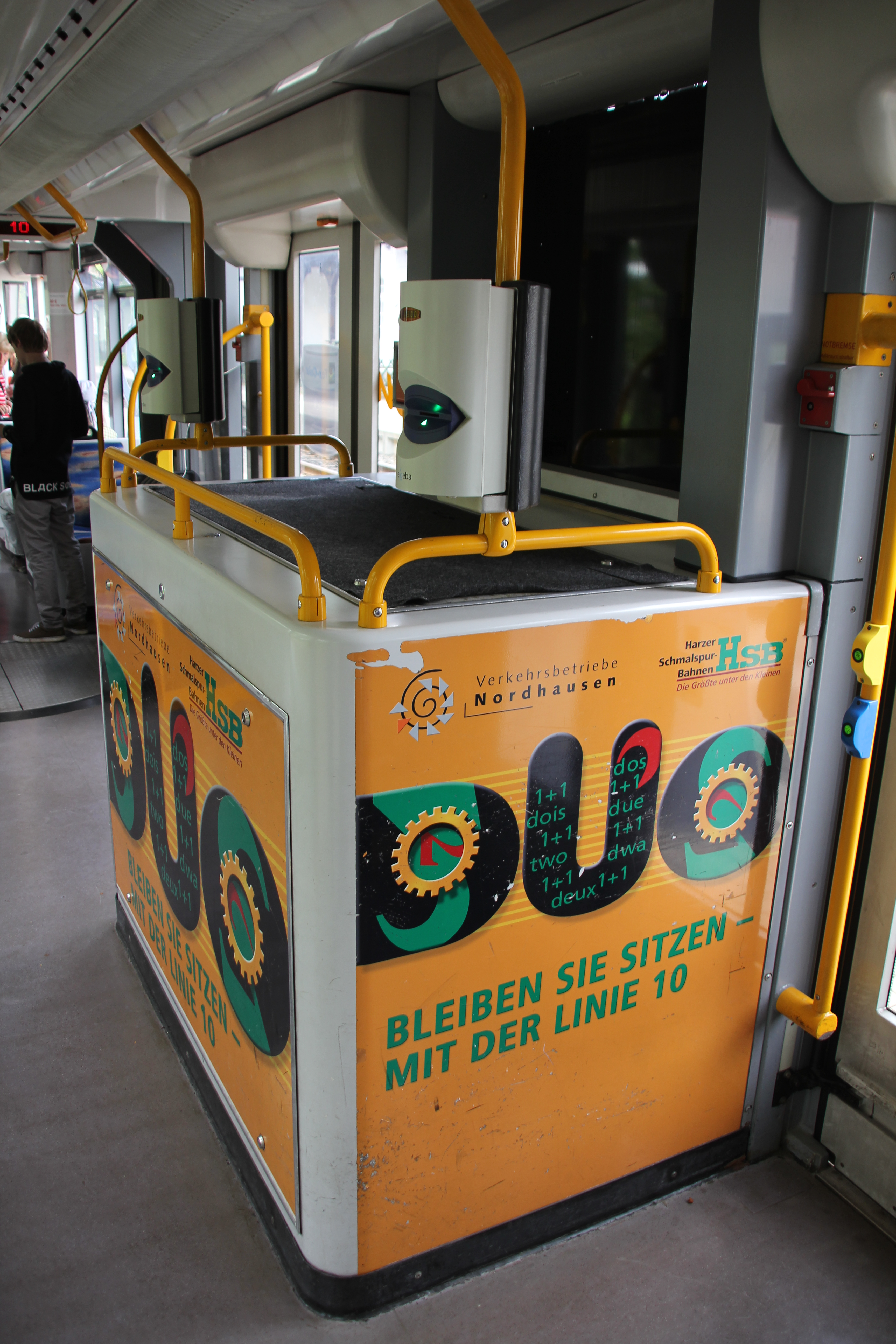
車内のディーゼルエンジン（2018年撮影）
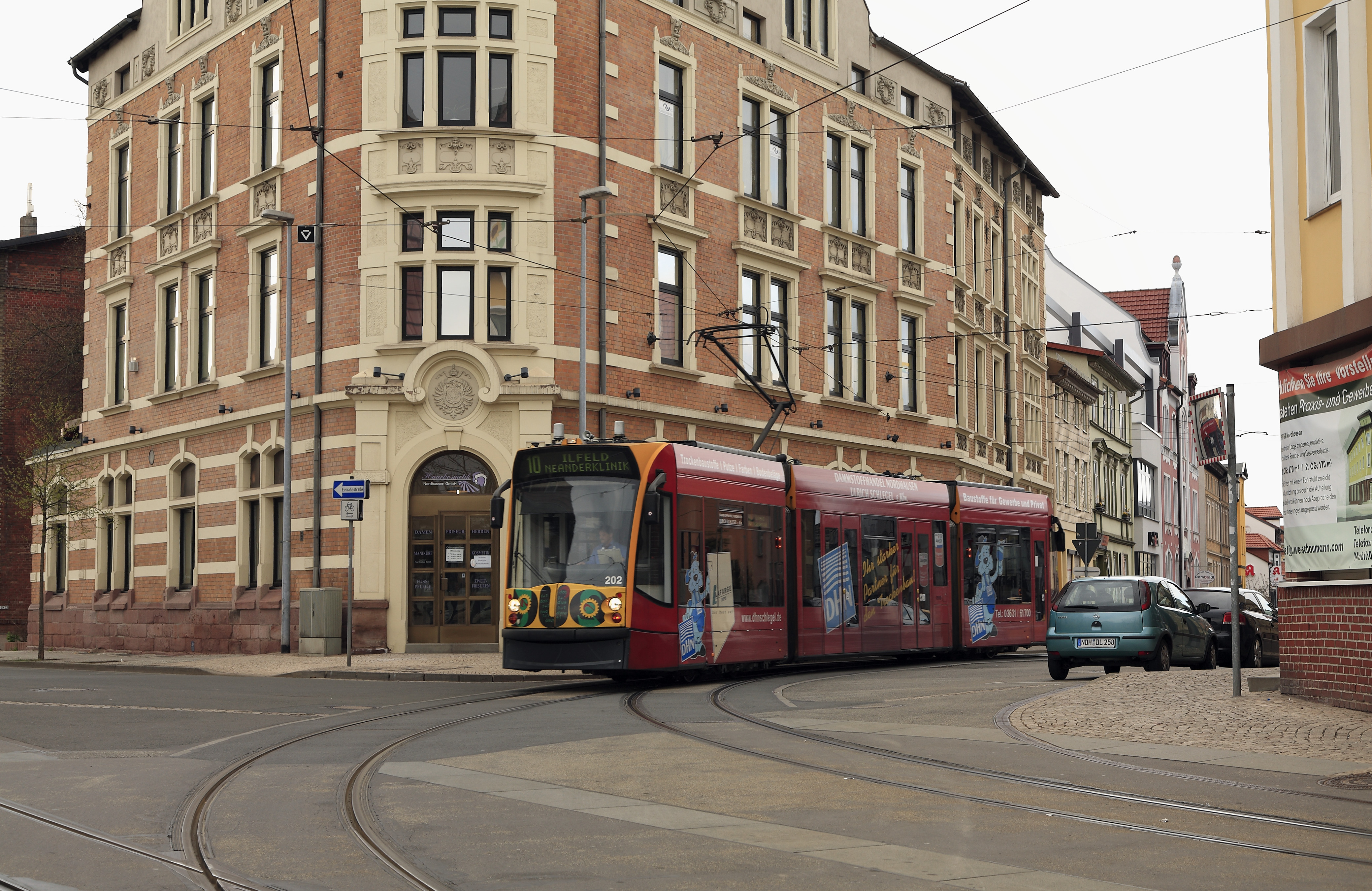
電化区間を走行するコンビーノ・デュオ（2012年撮影）
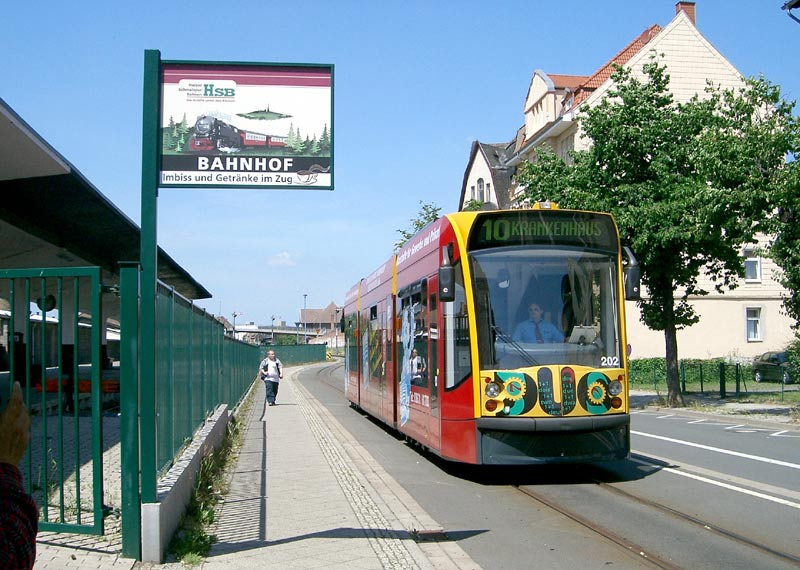
非電化区間を走行するコンビーノ・デュオ（2005年撮影）
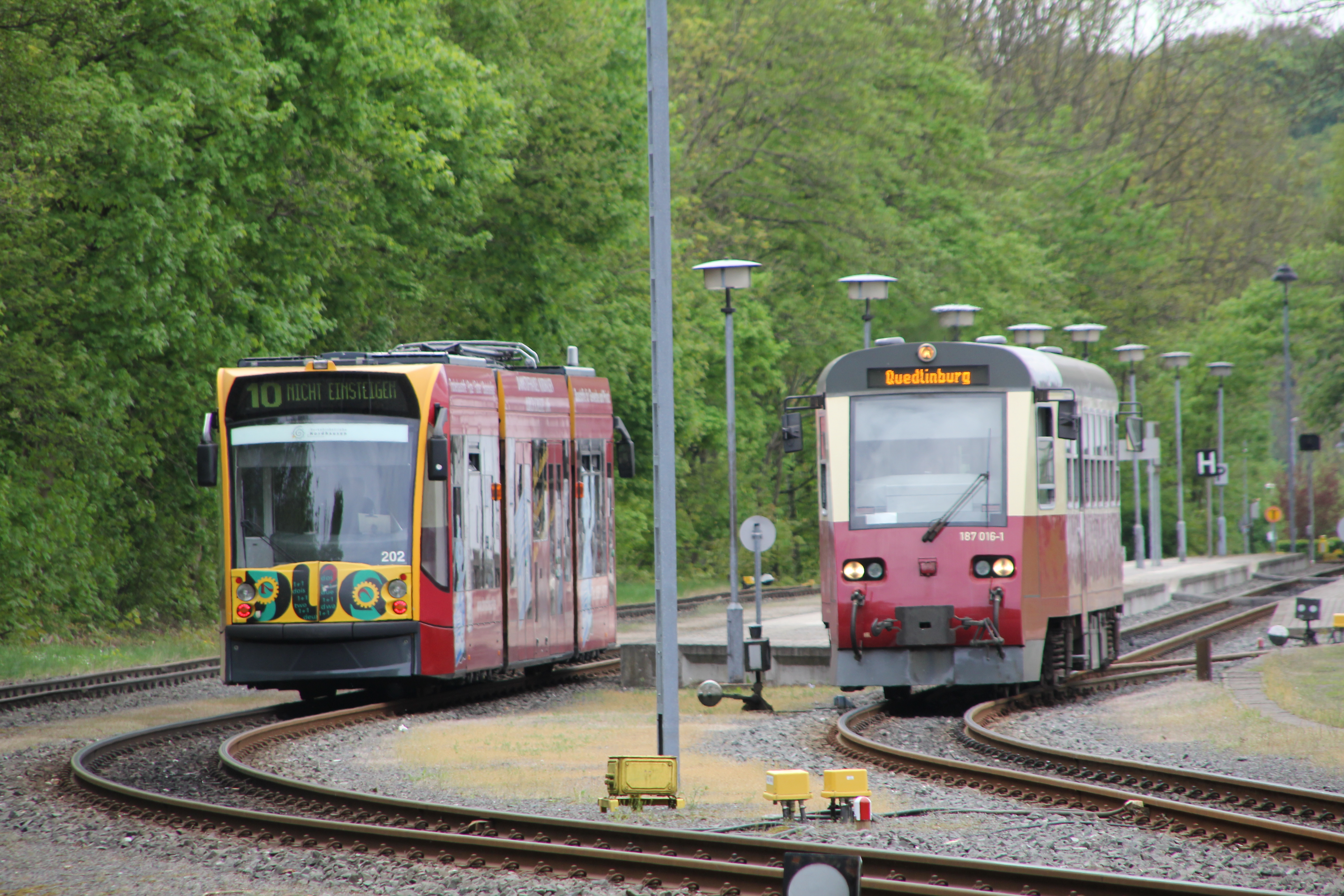
ハルツ狭軌鉄道の気動車（右）と並ぶコンビーノ・デュオ（左）（2018年撮影）
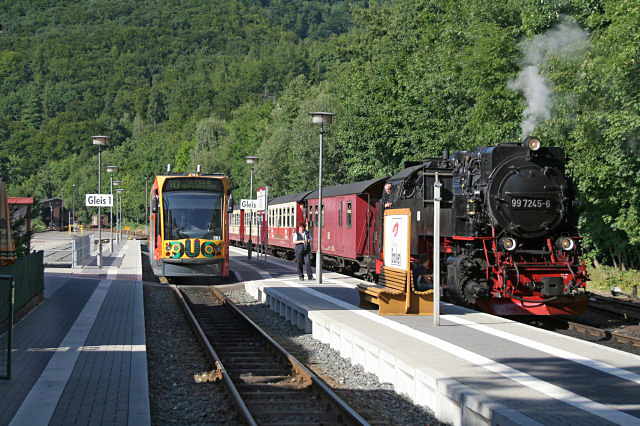
蒸気機関車が牽引する客車列車（右）と並ぶコンビーノ・デュオ（左）（2008年撮影）